# Сагымбаева, Телегей Алмамбетовна
Телеге́й Сагымба́ева (1902—1980) — советский работник сельского хозяйства, чабан, Киргизская ССР.

## Биография
Родилась 8 июня 1902 года в селе Кек-Джар (ныне — Кочкорского района Нарынской области в семье крестьянина-бедняка.
В 1927 году, когда был организован в Кочкорской долине первый овцеводческий совхоз «Кочкорка», они с мужем — Дуйшеналы Сагымбаевым — первыми пошли работать в это хозяйство. Муж сел на трактор, стал первым кыргызским механизатором в Кочкорской долине. А Телегей в 26 лет стала хозяйкой отары тонкорунных овец. Из года в год в своих отарах, насчитывающих 700—800 голов, она настригала с каждого животного по 5-6 килограммов первоклассной шерсти. Стала старшим чабаном племсовхоза «Кочкорка» Нарынской области.
Телегей Сагымбаева совершила и материнский подвиг — родила и воспитала 12 детей, за что удостоена высокого звания «Мать-героиня».
Неоднократно избиралась депутатом Верховного Совета Киргизской ССР.
Умерла в 1980 году.

## Награды
- Герой Социалистического Труда (15 февраля 1957 года).
- Награждена орденом Ленина.
- За высокие показатели в работе ей было присвоено звание «Мастера социалистического животноводства Киргизской ССР».
- Министерством совхозов СССР была награждена Почётной грамотой и легковой автомашиной.

## Память
- Киргизский художник Тургунбай Садыков создал портрет Телегей Сагынбаевой в мраморе, который в 1961 году экспонировался на Всесоюзной художественной выставке в Москве.[2]